# Fringilla polatzeki
Il fringuello azzurro di Gran Canaria (Fringilla polatzeki Hartert, 1905) è un uccello passeriforme della famiglia Fringillidae.

## Etimologia
Il nome scientifico della specie, polatzeki, venne scelto in omaggio all'ornitologo austroungarico Johann Polatzek, il quale durante il suo soggiorno alle Canarie fra il 1902 ed il 1905 procurò alcuni esemplari poi descritti scientificamente.

## Descrizione

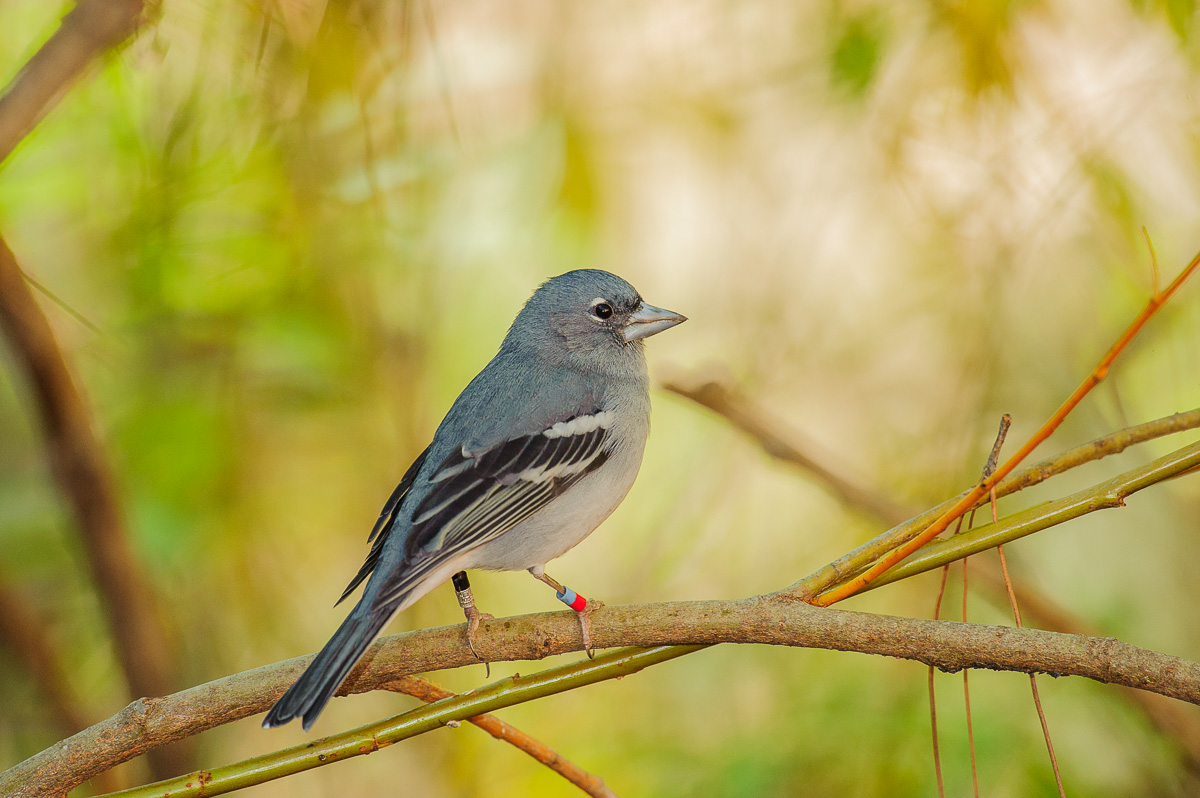
Maschio in natura.

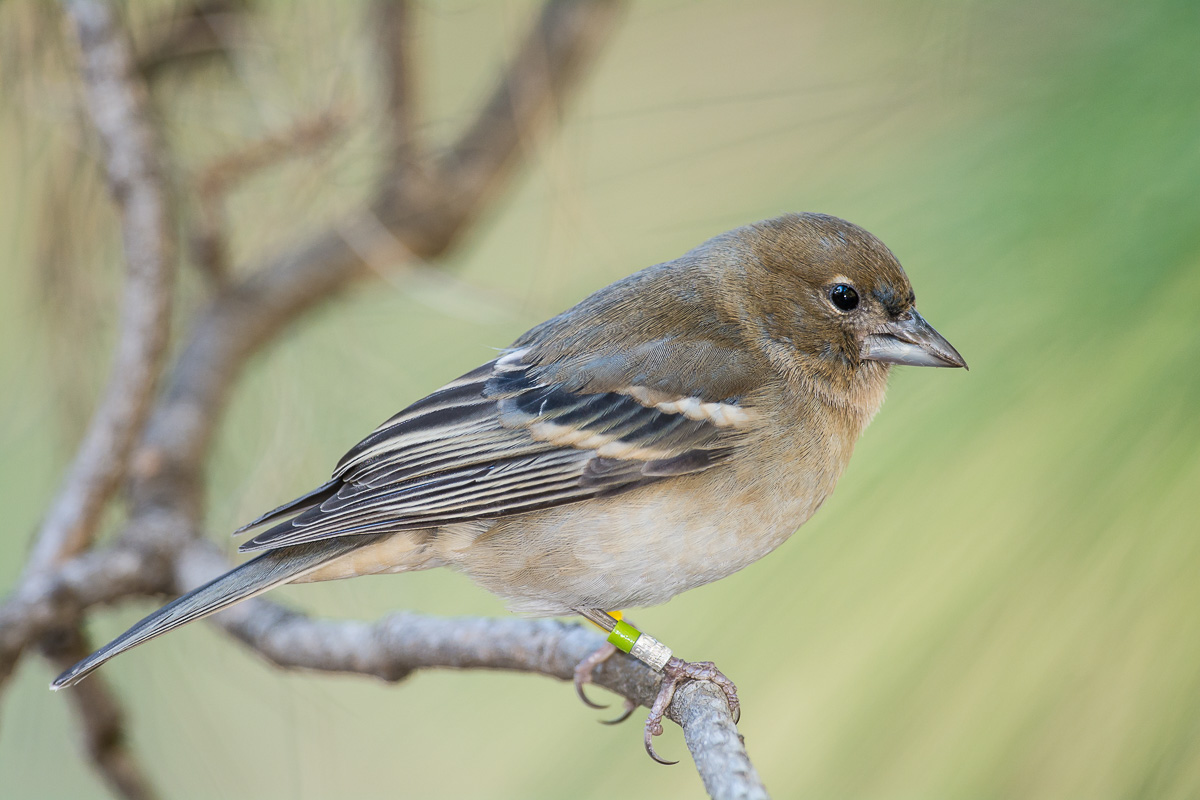
Femmina in natura.

### Dimensioni
Misura una quindicina di centimetri di lunghezza.

### Aspetto
L'aspetto di questi uccelli è quello tipico dei fringuelli, robusto, con testa squadrata e becco conico: in particolare, essi risultano molto simili all'affine fringuello azzurro di Tenerife, del quale venivano fino a tempi recentissimi considerati una sottospecie.

Il piumaggio presenta dicromatismo sessuale: mentre i maschi possiedono livrea a prevalenza azzurra su testa, dorso ali e coda (con netta tendenza a scurirsi su queste ultime due parti, oltre che a formare una mascherina scura fra becco, fronte e occhi), le femmine sono perlopiù brune con ali e coda nerastre. In ambedue i sessi il ventre è bruno chiaro con tendenza a sfumare nel grigio-biancastro a livello del sottocoda: sono inoltre presenti due distintive bande alari, di colore bianco nel maschio e beige nella femmina. Il becco è nerastro, le zampe sono di colore carnicino e gli occhi sono di colore bruno scuro, con cerchio perioculare di colore rosato ma con parte sopra e sotto l'occhio bianca.

## Biologia
Si tratta di uccelli dalle abitudini diurne e tendenzialmente solitarie, ma che si riuniscono senza problemi in gruppi o stormi all'infuori del periodo riproduttivo, spesso accompagnandosi ad altri fringillidi congeneri e non.

### Alimentazione
La dieta di questo fringuello è basata sui pinoli di pino delle Canarie: questi uccelli si nutrono però anche di una varietà di alimenti, sia di origine vegetale (semi, granaglie, bacche, frutta) che animale (insetti, larve, piccoli invertebrati).

### Riproduzione
Il periodo degli amori si estende dalla fine di aprile ai primi di agosto: durante questa fase, i maschi diventano molto territoriali, competendo col canto per conquistare le femmine (si tratta di una specie monogama e difendendo energicamente da intrusi il proprio territorio di cova.
Il nido, a forma di coppa, viene costruito dalla sola femmina, che tende a posizionarlo ad altezza variabile (5,5-23,8 m) fra le conifere o le ginestre orientandolo preferibilmente in direzione sud-est rispetto al tronco: la parte esterna è costituita principalmente da aghi di pino, licheni e fibre vegetali, mentre quella interna è foderata da materiale più soffice come muschio, piumino e pelo. Al suo interno, vengono generalmente deposte due uova, che la femmina cova da sola per circa due settimane, al termine delle quali schiudono pulli ciechi ed implumi: essi vengono accuditi da ambedue i genitori (che li nutrono soprattutto con cibo di origine animale, similmente a quanto riscontrabile negli altri fringuelli) e sono in grado d'involarsi a circa tre settimane dalla schiusa, sebbene tendano a rimanere presso il nido ancora per alcuni giorni prima di disperdersi nel raggio ci circa 5 km dal luogo di nascita. Circa un terzo delle coppie di fringuello azzurro di Gran Canaria porta avanti due covate l'anno.

## Distribuzione e habitat
Come intuibile dal nome comune, il fringuello azzurro di Gran Canaria è endemico dell'omonima isola nell'arcipelago delle Canarie, della quale occupa una piccola area dell'interno del settore nord-occidentale.
L'habitat di questi uccelli è rappresentato dalle vecchie pinete montane di pino delle Canarie con presenza di denso sottobosco ed alberi secolari, al di sopra dei 1000 m di quota.

## Tassonomia
Fin dalla sua scoperta, il fringuello azzurro di Gran Canaria è stato considerato una sottospecie dell'affine fringuello azzurro di Tenerife col nome di Fringilla teydea polatzeki: le differenze di colorazione, morfologia e comportamento, e soprattutto le recenti analisi del DNA mitocondriale, hanno portato gli esperti a decretarne l'elevazione al rango di specie a sé stante.

## Conservazione
Il fringuello azzurro di Gran Canaria, già naturalmente raro a causa dell'ambiente insulare circoscritto, rappresenta una delle specie di uccelli più rare d'Europa, con una popolazione adulta stimata in soli 250 esemplari, il 95% dei quali si troverebbe in un'area protetta di circa 3700 ettari. Per questo motivo, la specie è considerata come in pericolo critico, sebbene manchino studi approfonditi a causa del suo rango di sottospecie fino a tempi recentissimi. Ciò contrasta con la situazione nel fringuello azzurro di Tenerife, che ha una distribuzione e popolazione molto più ampia, oltre ad essere un uccello comune nelle foreste di questa isola.
Il declino della popolazione di questi uccelli è attribuibile in buona parte all'alterazione dell'habitat a seguito del disboscamento massiccio effettuato sull'isola nella prima metà del XX secolo: attualmente, questi fringuelli risultano vulnerabili alla predazione da parte del picchio rosso maggiore, che fa strage di uova e pulli ed impedisce l'arrivo all'età adulta di circa il 74% delle nuove nascite.